# Jelena Parfjonowa
Jelena Wladimirowna Parfjonowa (russisch Елена Владимировна Парфёнова, engl. Transkription Yelena Vladimirovna Parfyonova; * 26. Januar 1974 in Petropawl, Kasachische SSR, UdSSR) ist eine ehemalige kasachische Leichtathletin, die sich auf den Dreisprung spezialisiert hat.

## Sportliche Laufbahn
Erste internationale Erfahrungen sammelte Jelena Parfjonowa im Jahr 1997, als sie bei den Ostasienspielen in Busan mit einer Weite von 13,45 m den vierten Platz belegte. 1999 gewann sie bei den Zentralasienspielen in Bischkek mit 13,09 m und 2000 siegte sie bei den Asienmeisterschaften in Jakarta mit 14,08 m und qualifizierte sich auch für die Teilnahme an den Olympischen Spielen in Sydney, bei denen sie mit 13,50 m in der Vorrunde ausschied. Im Jahr darauf gewann sie bei den Ostasienspielen in Osaka mit 13,20 m die Bronzemedaille hinter der Chinesin Ren Ruiping und Maho Hanaoka aus Japan und schied anschließend bei den Weltmeisterschaften im kanadischen Edmonton mit 13,63 m in der Qualifikation aus. 2002 gewann sie dann bei den Asienmeisterschaften in Colombo mit einem Sprung auf 13,11 m die Bronzemedaille hinter der Chinesin Wu Lingmei und Mariya Sokova aus Usbekistan.
Bei den Leichtathletik-Weltmeisterschaften 2005 in Helsinki brachte sie in der Qualifikation keinen gültigen Versuch zustande und belegte anschließend bei den Asienmeisterschaften in Incheon mit 13,45 m den vierten Platz. Im Jahr darauf siegte sie bei den Hallenasienmeisterschaften in Pattaya mit einer Weite von 13,91 m und schied kurz darauf bei den Hallenweltmeisterschaften in Moskau mit 13,37 m in der Qualifikation aus. Anschließend nahm sie an den Asienspielen in Doha teil und erreichte dort mit 13,54 m Rang fünf. 2007 schied sie bei den Weltmeisterschaften in Osaka mit 13,52 m ein weiteres Mal in der Qualifikation aus und im Jahr darauf wurde sie bei den Hallenasienmeisterschaften in Doha mit 13,30 m Vierte, ehe sie bei den Olympischen Spielen in Peking mit 13,46 m in der Vorrunde ausschied. Daraufhin beendete sie ihre aktive sportliche Karriere im Alter von 34 Jahren.
In den Jahren 1999 und 2000, 2002 und von 2004 bis 2006 wurde Parfjonowa kasachische Meisterin im Dreisprung.

## Persönliche Bestleistungen
- Dreisprung: 14,33 m (−0,5 m/s), 7. Juni 2008 in Almaty
  - Dreisprung (Halle): 13,91 m, 10. Februar 2006 in Pattaya